# Майкл Корлеоне
Дон Майкл Корлеоне (итал. Michael Corleone) — один из главных героев романа «Крёстный отец» Марио Пьюзо и его продолжений, а также один из ключевых персонажей романа «Сицилиец».
Майкл — младший сын дона Вито Корлеоне, сицилийского эмигранта, который построил одну из сильнейших криминальных империй в Америке. После смерти отца, Майкл становится его преемником в качестве дона преступного клана Корлеоне. В последующие годы благородный и милосердный Майкл становится жестоким мафиози, власть которого держится на страхе. Он устраняет всех, кто встаёт на пути величия и процветания семьи Корлеоне, вплоть до своих кровных родственников.
В кинотрилогии «Крёстный отец» Фрэнсиса Форда Копполы роль Майкла Корлеоне исполнил актёр Аль Пачино, удостоенный положительных отзывов кинокритиков, номинаций и наград.

## Создание образа
По мнению исследователей романа «Крёстный отец», прототипом Майкла Корлеоне послужил Сальваторе «Билл» Бонанно. Отец Сальваторе не хотел, чтобы тот пошёл по его стопам и занимался незаконной деятельностью. Как и в случае с Майклом, Билла принуждали обучаться на юриста, однако, в конечном итоге, обе личности связали свою дальнейшую судьбу с мафией. Кроме того, история бегства Майкла в Италию базируется на реальной истории гангстера Вито Дженовезе, который спасся бегством в Италию от обвинений в убийстве в 1937 году.

### Исполнение и кастинг
«Пачино очень хорошо передаёт ярость и страсть, скрывающиеся за сдержанной наружностью его персонажа. Он демонстрирует нам Майкла, которому удаётся в течение пяти лет сделать свою семью «законопослушной», однако он всё глубже и глубже втягивается в византийскую паутину обмана и предательства, прикрытую такими символичными словами, как уважение, честь и благодарность. К концу фильма от него отворачиваются практически все, за исключением тех, кто работает на него и боится его, и поэтому он очень одинокий человек».
29 марта 1971 года, ближе к началу съёмок картины «Крёстный отец» Фрэнсиса Форда Копполы, актёр на роль Майкла Корлеоне так и не был найден. Руководители Paramount Pictures хотели, чтобы роль ключевого персонажа фильма исполнил популярный актёр, выбирая между Уорреном Битти и Робертом Редфордом. В то же время, главным кандидатом продюсера Роберта Эванса был Райан О’Нил, в частности из-за недавнего успеха «Истории любви» с его участием. В роли Майкла Коппола видел на тот момент неизвестного Аль Пачино, поскольку отчётливо представлял его странствующим по сицилийской сельской местности, и хотел, чтобы роль младшего из сыновей дона Корлеоне сыграл малоизвестный и похожий на итало-американца актёр. Тем не менее, руководством Paramount сочли Пачино недостаточно высоким для роли Майкла. Прослушивание на роль также прошли Дастин Хоффман, Мартин Шин и Джеймс Каан. Принять участие в пробах предложили и Бёрту Рейнольдсу, однако Марлон Брандо пригрозил покинуть проект, поэтому Рейнольдсу пришлось отказаться. Джеку Николсону также не хотелось пробоваться на роль Майкла, так как, по мнению актёра, персонажа должен был сыграть итало-американский актёр. Руководители Paramount одобрили кандидатуру Каана, который изначально получил роль Майкла, тогда как Сонни Корлеоне должен был исполнить Кармине Кариди. Коппола по-прежнему настаивал на том, чтобы Майкла сыграл Пачино, и Эванс, в конце концов, пошёл на уступку, позволив Пачино играть Майкла, в то время как Каан получил роль Сонни. Пачино подписал контракт с Paramount за три недели до начала съёмок.
Перед началом съёмок «Крёстного отца 2», адвокаты Пачино связались с Копполлой, поскольку у актёра были серьёзные опасения за качество сценария. Копполла провёл целую ночь за переписыванием сценария, прежде чем предоставить его Пачино на рассмотрение. Ознакомившись с материалом, Пачино был удовлетворён работой Копполлы и согласился присоединиться к проекту.

## Биография вымышленного персонажа

### Ранняя жизнь
Майкл — младший сын дона Вито Корлеоне и его жены Кармеллы. В отличие от своих старших братьев, Майкл не хотел иметь ничего общего с «семейным бизнесом» Корлеоне, отдавая предпочтение более американизированной жизни. Вито также не хотел, чтобы Майкл был как-то связан с криминальной империей Корлеоне, и надеялся, что его любимый сын пойдёт в политику и станет высокопоставленным чиновником. Майкл поступил в Дартмутский колледж, однако бросил учёбу, чтобы поступить на службу в Корпус морской пехоты США на следующий день после нападения на Перл-Харбор. Во время Второй мировой войны он участвовал в сражениях на Тихом океане и был ранен в бою. За проявленную отвагу он получил звание лейтенанта и был награждён Серебряной звездой и Крестом Военно-морских сил. Майкл был освобожден от службы в звании капитана морской пехоты после дня победы над Японией осенью 1945 года. Его героизм во время войны освещался в журнале Life.

### Крёстный отец

Майкл Корлеоне со своим отцом Вито и братьями Сонни и Фредо в день свадьбы Конни Корлеоне.

Осенью 1945 года Майкла увольняют из морской пехоты, чему поспособствовал его отец, используя своё политическое влияние. Майкл возвращается домой, где посещает свадьбу младшей сестры Конни в сопровождении Кей Адамс, его возлюбленной из колледжа. Он решает погостить у родных некоторое время, а затем вновь поступить в колледж.
Незадолго до Рождества 1945 года Вито получает тяжёлое ранение в результате покушения, организованного наркобароном Вёрджилом Соллоццо, в результате чего Майкл окунается в мир мафиози, от которого хотел держаться подальше. Приехав в больницу, он обнаруживает, что у палаты его отца отсутствует охрана. В ожидании подкрепления Майкл предотвращает второе покушение Солоццо на Вито, а затем присягает на верность отцу. Коррумпированный капитан полиции Нью-Йорка Марк Маккласки, работающий на Солоццо, ломает Майклу челюсть перед прибытием людей Корлеоне.
В то время как Вито идёт на поправку, Солоццо просит Майкла заключить перемирие, но исполняющий обязанности босса Сонни, заподозрив обман, отказывается и требует, чтобы другие мафиозные семьи передали Солоццо семье Корлеоне, в противном случая грозясь объявить войну. Майкл вызывается встретиться с Солоццо в общественном месте и убить его вместе с Маккласки. После тщательной подготовки Майкл встречается с Солоццо и Маккласки в итальянском ресторане в Бронксе. Он достаёт пистолет, который Питер Клеменца, капо семьи Корлеоне, спрятал в уборной и убивает обоих врагов семьи. Это разжигает первую за десятилетие войну между мафиозными кланами Нью-Йорка.
Майкл сбегает на Сицилию и проводит два года под покровительством союзника Корлеоне дона Томмазино. Там же Майкл влюбляется и женится на молодой девушке по имени Аполлония Вителли. Узнав об убийстве Сонни, Майкл готовится вместе с Аполлонией переехать в Сиракузы, однако его жена погибает в заминированном автомобиле, предназначавшемся для Майкла, отчего тот понимает, что другие мафиозные семьи знают, где он прячется.
Майкл возвращается в Соединённые Штаты в 1950 году и принимает участие в руководстве семьёй Корлеоне. Когда опасения Вито относительно причастности дона Барзини к убийству Сонни подтверждаются, он и Майкл начинают подготовку заговора по устранению криминальных лидеров Нью-Йорка. Также Майкл убеждает отца отвести семью от криминальной деятельности. Спустя более года после своего возвращения Майкл воссоединяется с Кей, и они женятся. Он обещает ей, что семья Корлеоне будет действовать на законных основаниях через пять лет. В течение трёх лет у них рождается двое детей, Энтони и Мэри.
В 1954 году Вито окончательно отходит от дел и Майкл становится действующим главой семьи. Он предлагает выкупить долю владельца казино Мо Грина в казино Лас-Вегаса, которое финансировали Корлеоне, намереваясь перевезти семью в Неваду в рамках его усилий по узакониванию интересов Корлеоне, однако Грин отказывается продавать свою долю. Капо семьи Корлеоне Сальваторе Тессио и Клеменца просят разрешения начать управлять своими семьями на территории Корлеоне. Майкл при поддержке Вито советует им набраться терпения и дождаться завершения переезда в Лас-Вегас. Тессио и Клеменца соглашаются, но остаются недовольны.
В 1955 году Вито предупреждает своего младшего сына, что Барзини, попытается убить Майкла под предлогом переговоров о мире между семьями через посредника, являющегося членом семьи Корлеоне. Вскоре после этого Вито умирает от сердечного приступа, играя со своим внуком Энтони в саду.
На похоронах Вито Тессио говорит Майклу, что Барзини хочет устроить встречу, подтверждая предсказание Вито. Майкл приводит в действие свой план по убийству других глав нью-йоркской мафии: Барзини, Филиппа Таттальи, Кармине Кунео и Виктора Страччи, а также Мо Грина. Сюжет разворачивается в тот же день, когда Майкл становится крёстным отцом новорожденного сына Конни. Позже в тот же день он устраняет Тессио и Карло Рицци, мужа Конни, причастного к убийству Сонни. Одним движением Майкл восстанавливает статус семьи Корлеоне как самого влиятельного преступного клана страны и создаёт репутацию ещё более хитрого и безжалостного человека, чем был его отец.
Несколько дней спустя Конни яростно обвиняет Майкла в убийстве Карло. Когда Кей обращается к нему за разъяснениями, Майкл отрицает свою роль в убийстве Карло. Сначала Кей верит Майклу, но затем наблюдает, как Клеменца обращается к Майклу как к «дону Корлеоне» и целует ему руку так же, как он делал это с отцом Майкла. Кей осознаёт правдивость обвинений Конни и принимает становление Майкла полноправным преемником его отца. В романе Кей уходит от Майкла, но Хейген уговаривает её вернуться.

### Крёстный отец 2
- Всегда старайся думать так, как думают те, кто тебя окружает. Исходя из этого, будь уверен, случиться может что угодно.
- Мой отец многому научил меня в этой комнате. Он научил меня: «Держи друзей близко к себе, а врагов ещё ближе».
- Если что-то в этой жизни определённо... если история нас чему-то научила, — убить можно любого.

Дон Майкл Корлеоне в фильме «Крёстный отец 2» 1974 года.

К 1958 году семья Корлеоне переезжает в Неваду. Семейным бизнесом в Нью-Йорке руководит капо Фрэнк Пентанджели, заменивший Клеменцу, который скоропостижно скончался. Несмотря на статус Майкла как самого могущественного лидера мафии, он по-прежнему активно работает над отказом от криминальных операций Корлеоне. Тем не менее, многочисленные враги и растущая одержимость местью не позволяют Майклу покинуть преступный мир. Майкл намеревается окончательно вывести свою семью со скользкого пути посредством переговоров с Хайманом Ротом, бывшим деловым партнёром своего отца, о контроле над операциями казино на Кубе.
Через несколько часов после вечеринки, посвященной Первому причастию Энтони, дом Корлеоне подвергается обстрелу, в процессе которого Майкл и Кей едва не погибают. У Майкла появляются подозрения о том, что за покушением стоит Хайман Рот, которому помог человек из семьи Корлеоне. Чтобы раскрыть причастность Рота, Майкл поддерживает их деловые отношения и приказывает Пентанджели урегулировать спор с деловыми партнёрами Рота, братьями Розато. Когда Пентанджели встречается с ними, они пытаются убить его, но капо выживает.
Майкл, Рот и Фредо едут на Кубу, чтобы наладить партнёрские отношения с Фульхенсио Батистой, что позволит им беспрепятственно управлять казино на Кубе в обмен на щедрые выплаты кубинскому правительству. Майкл посылает своего телохранителя устранить Рота в канун Нового года, но кубинские солдаты убивают телохранителя во время покушения. Той же ночью Фредо случайно проговаривается, что общался с Джонни Ола — правой рукой Хаймана Рота — ранее. Майкл понимает, что брат участвовал в покушении на него и дарит Фредо сицилийский «поцелуй смерти». Во время празднования Нового года победоносные повстанческие силы входят в Гавану, вынуждая Батисту покинуть страну и разрушив планы Майкла. Фредо, боясь своего брата, сбегает; тогда как Рот ищет укрытия в Майами.
Тем временем Пентанджели, полагая, что Майкл приказал убить его, готовится дать показания против него в Сенате. Тем не менее, Майкл привлекает к конфликту брата Пентанджели Винченцо, привезённого из Сицилии. Незадолго до слушания, Винченцо и Фрэнк обмениваются взглядами. Не желая позорить себя перед братом, Пентанджели отказывается от своих предыдущих заявлений под присягой, фактически срывая дело правительства против Майкла.
Фредо признаётся Майклу, что правая рука Рота, Джонни Ола, обещал наградить его за информацию о Майкле. Своё предательство Фредо объясняет в возмущении тем фактом, что его «обходят» во главе семьи в пользу Майкла. Майкл отрекается от Фредо и говорит своему телохранителю Аль Нери, что с его братом ничего не должно случиться, пока их мать жива, — подразумевая, что Нери должен убить Фредо после её смерти.
Тем временем Кей решает оставить Майкла и забрать с собой детей, полагая, что тот всегда будет жить в мире преступности и насилия. Майкл просит её пересмотреть решение, но Кей сообщает, что сделала аборт, будучи беременной их ребёнком, не желая рожать от него. В ярости Майкл бьёт Кей по лицу и разрывает с ней отношения, взяв под опеку Энтони и Мэри.
После смерти их матери, Майкл, по просьбе Конни, казалось бы, прощает Фредо, тогда как на самом деле решает держать его ближе, чтобы избежать трудностей с убийством. Вскоре после этого Нери убивает Фредо по приказу Майкла. В то же время Майкл отправляет Хейгена убедить Пентанджели покончить жизнь самоубийством, в обмен на прощение его семьи, и приказывает капо Рокко Лампоне убить Рота в аэропорту Айдлуайлд по его возвращении в США.

### Крёстный отец 3
В 1979 году Майкл возвращается в Нью-Йорк и предпринимает решительные действия по ограждению семьи от преступной деятельности. Он передаёт свои криминальные интересы в Нью-Йорке Джоуи Засе. Будучи охваченным чувством вины за совершения ужасных поступком на пути к власти, Майкл использует своё богатство для восстановления репутации с помощью многочисленных благотворительных акций, которыми управляет фонд, названный в честь его отца. Десятью годами ранее он передал опеку над двумя своими детьми Кей, которая с тех пор снова вышла замуж. Он продаёт свои азартные предприятия другим семьям мафии и реорганизует обширные деловые активы в «Corleone Group».
Святой Престол назначает Майкла кавалером Ордена Святого Себастьяна за его благотворительную деятельность и крупные пожертвования католическим учреждениям. На церемонии у Майкла и Кей происходит непростое воссоединение спустя девять лет. Кей поддерживает решение их сына Энтони отказаться от «семейного бизнеса» и стать оперным певцом, и говорит Майклу, что и она, и Энтони знают правду о смерти Фредо. Первоначально Майкл хотел, чтобы Энтони либо окончил юридический факультет, либо присоединился к семейному бизнесу, однако в конце концов принимает путь сына.
Тесное сотрудничество Майкла с Церковью позволяет ему взять под контроль крупную компанию по недвижимости Immobiliare. Он уже является её крупнейшим акционером и предлагает купить 25-процентную долю Ватикана, что даст ему контрольный пакет акций. Также Майкл принимает незаконнорожденного сына Сонни Винсента Манчини в ряды солдат в команде Засы, избрав его своим протеже.
Майкл признаёт, что Винсент унаследовал вспыльчивый характер Сонни, и опасается, что тот повторит судьбу своего отца. Также Майкл не одобряет роман, развивающийся между Винсентом и Мэри, поскольку растущее участие Винсента в делах мафии поставит под угрозу жизнь его дочери, как и первую жену, Аполлонию.
В ту ночь, когда Майкл объявляет, что он распускает свою игорную империю, Заса уничтожает большую часть Комиссии во время вертолётной атаки в Атлантик-Сити. Майкл спасается с помощью Винсента и Нери. Он понимает, что его старый друг Дон Альтобелло стоит за покушением на его жизнь. Травмированный нападением, Майкл переносит диабетический инсульт, ненадолго выводящий его из строя. Пока Майкл поправляется, Конни даёт Винсенту своё согласие на убийство Засы. Майкл злится, узнав об этом, и требует, чтобы подобные приказы не отдавались, пока он жив.
Майкл возвращается на Сицилию для оперного дебюта Энтони в Театре Массимо. Подозревая, что Альтобелло может совершить еще одно покушение на его жизнь, он заставляет Винсента проникнуть в ряды Альтобелло под предлогом дезертирства. Майкл и Кей вместе совершают поездку по Сицилии, во время которой Майкл просит у Кей прощения. Кей признаётся, что всегда будет любить его, отчего их отношения постепенно налаживаются.
Тем временем сделка с Immobiliare приостанавливается, якобы из-за того, что её должен лично одобрить тяжелобольной Папа Павел VI. Майкл узнаёт, что сделка с Immobiliare — тщательно продуманная афера, придуманная председателем Immobiliare Личио Луккези, который вместе с главой банка Ватикана архиепископом Гилдеем и бухгалтером Фредериком Кайнцигом замыслил присвоить состояние из банка Ватикана, используя «инвестиции» Майкла, чтобы замести следы. В попытках сохранить сделку, Майкл обращается за помощью к Дону Томмазино. Он направляет Майкла к кардиналу Ламберто, будущему папе Иоанну Павлу I. По настоянию Ламберто Майкл делает своё первое признание за 30 лет и, со слезами на глазах сознаётся в организации убийства Фредо. Ламберто говорит Майклу, что он заслуживает страданий за свои ужасные грехи, но есть надежда на его искупление.
Иоанн Павел I умирает вскоре после избрания папой, будучи отравленным Гилдеем. Майкл узнаёт, что Альтобелло нанял убийцу по имени Моска, чтобы убить его. Моска убивает Томмазино, и Майкл клянется перед гробом своего старого друга больше не грешить. Винсент сообщает, что Луккези, работающий с Альтобелло, стоит за покушениями на Майкла.
Устав от кровавой одинокой жизни дона, Майкл уходит в отставку, делая Винсента своим преемником, но не раньше, чем даёт ему разрешение отомстить. Взамен Винсент соглашается прекратить свой роман с Мэри. В ту ночь Майкл, примирившийся с Кей и Энтони, смотрит выступление сына в опере «Сельская честь». Тем временем Винсент убивает Луккези, Гилдея и Кайнцига.
После выступления Моска стреляет в Майкла, ранив его, а вторая пуля попадает в Мэри, что приводит к смерти девушки. Смерть Мэри ломает дух Майкла, и он начинает кричать над её телом. В эпилоге, действие которого происходит в 1997 году, пожилой Майкл проживает в одиночестве на вилле дона Томмазино. Сидя в том же дворе, где он женился на Аполлонии, он внезапно сползает со стула и падает на землю, умирая на земле своих предков.

## Другие появления

### Сицилиец
После смерти Аполлонии, Майкла посещает капореджиме Питер Клеменца, который сообщает ему о просьбе Вито Корлеоне сопроводил Сальваторе Джулиано обратно в Америку. Узнавая всё больше и больше о репутации и подвигах Гильяно, Майкл становится чрезвычайно заинтересованным во встрече с ним, однако Джулиано предаёт и убивает его лучший друг, кузен и заместитель Гаспаре Пишотта. По возвращении с Сицилии Майкл разговаривает со своим отцом, который разъясняет, что произошло с планом сопровождения Джулиано с Сицилии и как всё пошло не так, а также об использовании Майкла в качестве пешки, чтобы обеспечить его собственное безопасное возвращение в Америку по условиям сделки, заключённой Вито с доном Кроче. В ответ на разочарование Майкла Вито заявляет: «Это Сицилия».

### Видеоигры
Майкл появляется в играх «The Godfather: The Game» и «The Godfather II», однако игровая адаптация не разделяет внешних сходств с Аль Пачино, который также не участвовал в озвучивании, поскольку актёр заключил соглашение об использовании его образа в игре «Scarface: The World Is Yours».
В «The Godfather: The Game» Майкла озвучил Джозеф Мэй. По сюжету, главный герой игры Альдо Трапани помогает Майклу выполнять множество заданий. Майкл попадает в больницу после того, как его отец дон Вито Корлеоне получил пять пулевых ранений. Альдо помогает Майклу ему сбежать, а позже оставляет для него пистолет в уборной, когда тот готовится убить Солоццо и МакКласки.
В «The Godfather II» Карлос Фэро заменил Мэя в роли Майкла. В начале игры Альдо Трапани убивают, а новым доном Нью-Йорка становится Доминик Корлеоне. Майкл призывает Доминика заключить союз с Сэмюэлем Мангано и приходит в ярость, когда последний предаёт его. Майкл позволяет Доминику проявить себя, устранив всех врагов Корлеоне.

### Романы-сиквелы
Майкл появляется в романах «Возвращение крёстного отца» и «Месть крёстного отца», автором которых выступил Марк Винегарднер.
В «Возвращении крёстного отца», действие которого происходит во время событий «Крёстного отца II», Майкл противостоит новому сопернику, капо Корлеоне Нику Джерачи, в то же время пытаясь вывести семью с криминального пути.
В романе «Месть крёстного отца», действие которого разворачивается через несколько лет после окончания второго фильма, Майкл пытается защитить свою преступную империю от Джерачи и махинаций могущественной политической династии, одновременно сталкиваясь с крахом своего брака и чувством вины за убийство Фредо. У него формируются отношения с актрисой Маргаритой «Ритой» Дюваль в начале 1960-х, однако он заканчивает их, понимая, что всё ещё любит Кей.

## Критика и наследие
В июне 2003 года «Американский институт киноискусства» поставил Майкла на 11-е место среди «100 лучших героев и злодеев», однако некоторые критики считают его трагическим героем. В 2010, Майкл занял 2-е место среди «20 лучших вымышленных криминальных боссов» по версии журнала Paste.
Пачино получил широкое признание от кинокритиков за роль Майкла Корлеоне. В 1973 году, за участие в фильме «Крёстный отец» актёр был номинирован на премию «Оскар» за «лучшую мужскую роль второго плана», премию BAFTA в категории «самый многообещающий дебютант, исполнивший главную роль» и «Золотой глобус» как лучший драматический актёр.
Многие рецензенты и критики называют роль Майкла Корлеоне в картине «Крёстный отец 2» лучшей ролью Аль Пачино. Он получил премию «BAFTA» за «лучшую мужскую роль» и был номинирован на премии «Оскар» и «Золотой глобус» в аналогичной категории. В 1975 году, Академия кинематографических искусств и наук подверглась критике за присуждение победы за «лучшую мужскую роль Арту Карни за фильм «Гарри и Тонто». На сегодняшний день образ Майкла из второй части трилогии считается культовым и одним из величайших исполнений за всю историю кино. В 2006 году, Premiere опубликовал список «100 величайших исполнений всех времён», поместив образ Пачино на 20-е место. Позднее, в 2009 году, Total Film в списке «150 величайших исполнений всех времён», поместил Пачино на четвёртое место.
Британский киножурнал Empire назвал Майкла 11-м «величайшим персонажем кино». Майкл Корлеоне занял 1-е место среди «величайших бандитов и гангстеров из кино и сериалов» по версии пользователей портала Ranker.

### В поп-культуре
В эпизоде «Головорез, Шеф-повар, жена и её Гомер» мультсериала «Симпсоны» появляется сын мафиози Жирного Тони по имени Майкл, являющийся отсылкой к Майклу Корлеоне. Финальная сцена, в которой Керни прежде чем присягнуть на верность Майклу закрывает дверь перед Лизой Симпсон, пародирует окончание первой части «Крёстного отца».